# Поворотний перемикач

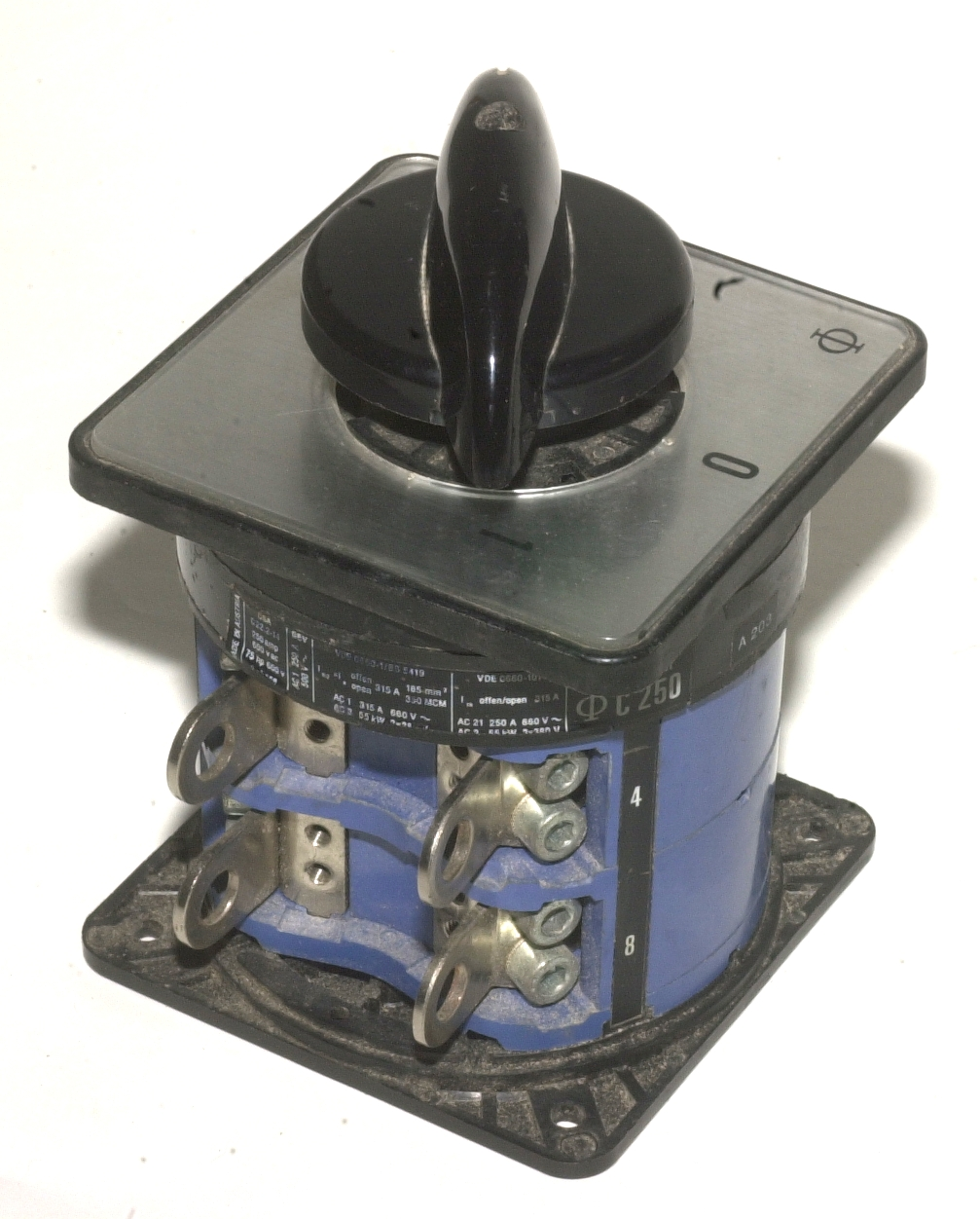
Поворотний вимикач навантаження для струмів до 315А при змінній напрузі до 600 В

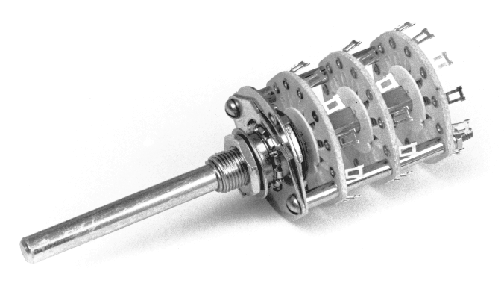
Трипакетний поворотний перемикач, який дозволяє перемикати комутації у трьох незалежних електричних колах радіоелектронної апаратури

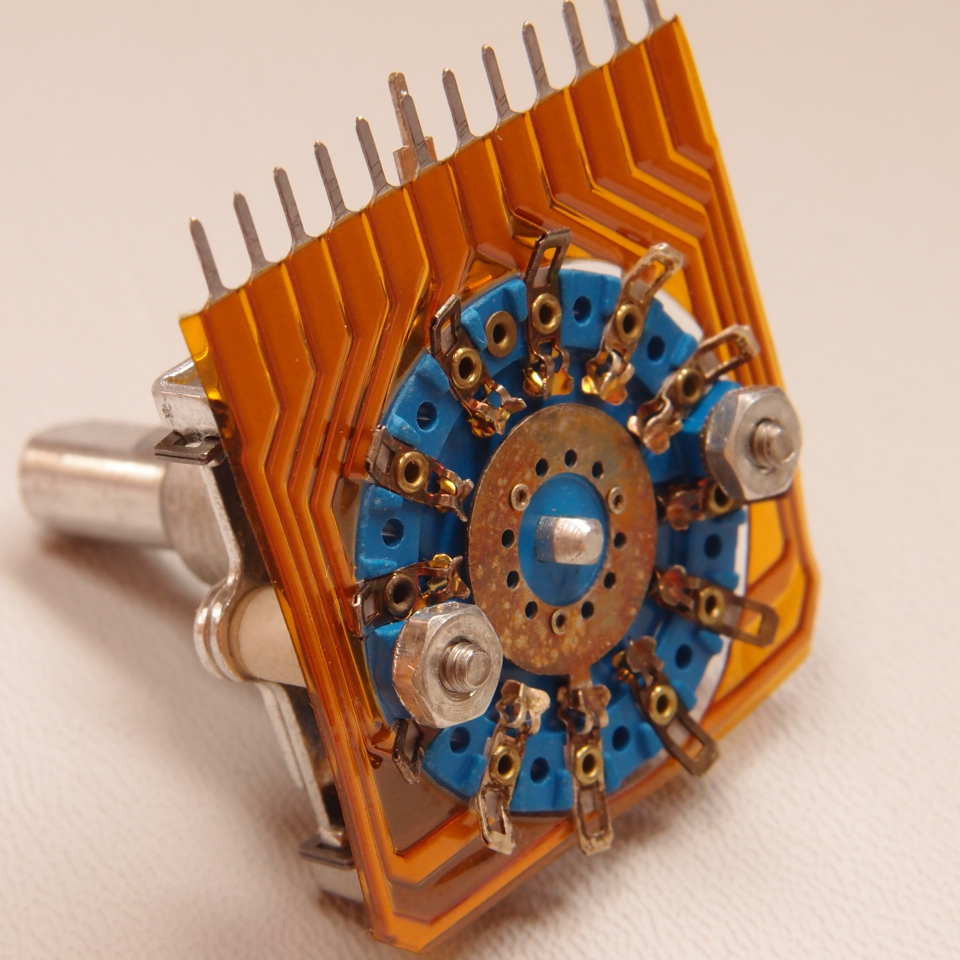
Вид знизу 12-позиційного поворотного перемикача

Поворо́тний (паке́тний) перемика́ч (вимика́ч) (англ. rotary switch, жарг. пакетник) — електричний, комутаційний апарат з ручним приводом обертового руху, зібраний з окремих блоків — пакетів, кожен з яких має комутувальний пристрій. Він може мати декілька сталих положень та декілька комутаційних елементів.
За величинами навантаження (електричними струмами і напругами) поворотні перемикачі можна розділити на дві групи: пакетні вимикачі (перемикачі) навантаження та поворотні перемикачі радіоелектронної апаратури.

## Пакетні вимикачі (перемикачі) навантаження

### Призначення
Пакетні вимикачі відноситься до вимикачів навантаження та призначені для роботи в електричних колах зі струмом від 6,3 до 400 А та змінною напругою до 660 В частотою 50, 60 і 400 Гц і постійною напругою до 440 В як:
- ввідні вимикачі в колах керування електроустаткування розподілу електричної енергії;
- комутаційні апарати з ручним приводом для нечастих вмикань і відмикань;
- апарати для ручного керування асинхронними електродвигунами малої потужності в електричних колах змінного струму.

### Будова та принцип роботи
Поворотний (пакетний) перемикач (вимикач) має наступну будову. Залежно від кількості робочих полюсів (від 1 до 4) він містить декілька комутаційних пакетів, у кожному з яких, є рухомі і нерухомі контакти. Рухомі пружинні контакти закріплено на поворотному штирі, виконаному з ізоляційного матеріалу, який повертається і фіксується по кутах повороту 90°. Нерухомі контакти закріплені у пластмасових шайбах і виконані у вигляді ножів.
Конструкція перемикача (вимикача), передбачає розташування нерухомих контактів із зсувом один відносно одного, для зручності приєднання вхідних і вихідних провідників. Клеми однієї фази розташовано на протилежних сторонах корпусу, тому кабелі живлення, що підведені до перемикача прийнято розташовувати з одного боку від стяжних шпильок, а провідники (кабелі) до споживачів — з протилежного.
Зазвичай, повертання ручки (штурвалу) вимикача на кут 90° призводить до вимкнення або увімкнення живлення. З чотирьох положень ручки пакетного перемикача (вимикача) два — замикають контакти і два — розмикають.

### Переваги та вади
Основним недоліком пакетного перемикача, є його мала зносостійкість — не більше 10000 циклів увімкнено / вимкнено, тому не радять проводити більше 120 вимикань (вмикань) на годину.
До переваг, слід віднести невеликі розміри таких перемикачів, які є значно меншими за рубильники, що виконують ті ж завдання. Окрім цього, конструкцію пакетного вимикача влаштовано таким чином, що під час вимкнення живлення, одночасно створюється два розриви кола. До того ж, завдяки пружинному механізму, вимкнення відбувається майже миттєво, що позитивно впливає на гасіння електричної дуги, яка виникає при цьому та на тривалість роботи контактів. Сприяють швидкому гасінню дуги і фіброві іскрогасні шайби, що знаходяться між рухомими контактами. У разі нагрівання від дуги, з фібри виділяється газ, який, під час руху крізь шпарини пакету, гасить дугу.

## Поворотні перемикачі радіоелектронної апаратури

### Призначення
Поворотні контактні перемикачі, призначено для зміни з'єднань, в одному чи кількох електричних колах. Перемикачі з ручним приводом використовуються для комутації електричних кіл постійного та змінного струму від 10−6 до 1А і напруги: постійної від 10−6 до 36 В, змінної від 10−6 до 127 В потужністю до 25 Вт в радіоелектронній апаратурі.

### Конструктивні особливості
Наявні поворотні перемикачі, дуже різноманітні за своєю будовою, вони мають різне число полюсів (ламелей) і розраховані на велику кількість позицій. Поворотні перемикачі, можуть бути замикаючими (працюють за принципом «замкнений — розімкнений») і незамикаючими (працюють за принципом «розімкнений — замкнутий»), причому дуже часто ці два типи поєднуються в одній конструкції. Замикаючі перемикачі використовують в тих випадках, коли схема в проміжному положенні перемикача повинна мати замкнутий контур, за наявності розімкнутих входів стан схеми не є передбачуваним. Незамикаючі перемикачі використовують, наприклад, для підключення декількох шин до однієї загальної, якщо при цьому не допускається з'єднання окремих шин між собою. Число комутаційних циклів, на які розраховані такі перемикачі становить зазвичай від 10 до 50 тисяч циклів.